# Flagot
Le Flagot est une rivière française d'une longueur de 12,49 kilomètres, qui coule entièrement dans le département de la Marne. C'est un affluent en rive gauche de la Marne et donc un sous-affluent de la Seine.

## Géographie

### Cours
Le Flagot prend sa source à Igny-Comblizy, près du village d'Igny-le-Jard, et s'écoule vers le nord sur 12,49 kilomètres jusqu'à atteindre la Marne à Mareuil-le-Port. La rivière forme une vallée dans la plateau de la Brie, dont les coteaux sont occupés par le vignoble de Champagne.

### Communes traversées
Le Flagot traverse 4 communes du département de la Marne :
- Igny-Comblizy
- Nesle-le-Repons
- Festigny
- Mareuil-le-Port

S'il ne traverse pas la commune de Leuvrigny, le Flagot sert toutefois de frontière entre cette commune et celle de Mareuil-le-Port.

## Affluents
Le principal affluent du Flagot est le ru de Vassy. D'une longueur de 7,65 km, le ru de Vassy prend sa source dans la commune de Boursault et se jette dans le Flagot à Mareuil-le-Port, après avoir traversé 6 communes.
Le Flagot est alimenté par d'autres affluents plus modestes, d'une longueur inférieure à 5 km : le ruisseau de Neuville (4 km), le ru le Jacquier (2 km), le ruisseau des Fontenelles (1 km), le cours d'eau du Carré (1 km) et le fossé de la Pierre Hâlée (1 km).